# Warm Spring Creek
Warm Spring Creek es un lugar designado por el censo ubicado en el condado de Fergus en el estado estadounidense de Montana. En el Censo de 2020 tenía una población de 18 habitantes y una densidad poblacional de 16,36habitantes por km². Fue incluido como CDP en el censo de 2020. 

## Geografía
Warm Spring Creek se encuentra ubicado en las coordenadas 47°11′05″N 109°16′57″O / 47.18472, -109.28250.Según la Oficina del Censo de los Estados Unidos, tiene una superficie total de 1,10 km², todos correspondientes a tierra firme.